# Уильямс, Заир
Заир Уильямс (англ. Ziaire Williams, род. 12 сентября 2001, Ланкастер, Калифорния) — американский профессиональный баскетболист, выступающий за клуб НБА «Бруклин Нетс». Играет на позиции лёгкого форварда и тяжёлого форварда.

## Профессиональная карьера

### Мемфис Гриззлис (2021–2024)
29 июля 2021 года Уильямс был выбран под десятым номером на драфте НБА 2021 года командой «Нью-Орлеан Пеликанс», а затем был обменян в команду «Мемфис Гриззлис». Пропустив 14 игр подряд из-за травмы лодыжки и несоблюдения протоколов НБА по COVID-19, Уильямс впервые вышел в стартовом составе 6 января 2022 года, набрав 14 очков и совершив два перехвата в победной игре над «Пистонс» со счётом 118–88. 2 февраля Уильямс установил личный рекорд, набрав 21 очко в выигранном со счётом 120–108 матче против «Нью-Йорк Никс». Затем 24 февраля он повторил свой рекорд в проигранной со счётом 114–119 игре против «Миннесоты Тимбервулвз». В первом раунде плей-офф «Гриззлис» встретились с «Тимбервулвз». Уильямс дебютировал в плей-офф 16 апреля, набрав четыре очка в проигранной со счётом 117–130 первой игре. «Гриззлис» в итоге выиграли серию в шести играх, но были выбиты во втором раунде клубом «Голден Стэйт Уорриорз» в шести играх.
Уильямс пропустил первые 24 игры сезона 2022/2023 из-за травмы правого колена. Он дебютировал в сезоне 7 декабря, набрав четыре очка, шесть подборов, три передачи и два перехвата в выигранном со счётом 123–102 матче против «Оклахомы-Сити Тандер».

### Бруклин Нетс (2024–настоящее время)
19 июля 2024 года Уильямс был обменян в «Бруклин Нетс» вместе с выбором во втором раунде на Мамади Диаките и драфт-права на Неманью Дангубича.

## Статистика

### Статистика в НБА
| Сезон                                                                                    | Команда | Регулярный сезон | Регулярный сезон | Регулярный сезон | Регулярный сезон | Регулярный сезон | Регулярный сезон | Регулярный сезон | Регулярный сезон | Регулярный сезон | Регулярный сезон | Регулярный сезон | Серия плей-офф | Серия плей-офф | Серия плей-офф | Серия плей-офф | Серия плей-офф | Серия плей-офф | Серия плей-офф | Серия плей-офф | Серия плей-офф | Серия плей-офф | Серия плей-офф |
| Сезон                                                                                    | Команда | GP               | GS               | MPG              | FG%              | 3P%              | FT%              | RPG              | APG              | SPG              | BPG              | PPG              | GP             | GS             | MPG            | FG%            | 3P%            | FT%            | RPG            | APG            | SPG            | BPG            | PPG            |
| ---------------------------------------------------------------------------------------- | ------- | ---------------- | ---------------- | ---------------- | ---------------- | ---------------- | ---------------- | ---------------- | ---------------- | ---------------- | ---------------- | ---------------- | -------------- | -------------- | -------------- | -------------- | -------------- | -------------- | -------------- | -------------- | -------------- | -------------- | -------------- |
| 2021/22                                                                                  | Мемфис  | 62               | 31               | 21,7             | 45,0             | 31,4             | 78,2             | 2,1              | 1,0              | 0,6              | 0,2              | 8,1              | 10             | 1              | 16,8           | 44,2           | 30,6           | 92,3           | 1,6            | 0,5            | 0,5            | 0,0            | 6,9            |
| 2022/23                                                                                  | Мемфис  | 37               | 4                | 15,2             | 42,9             | 25,8             | 77,3             | 2,1              | 0,9              | 0,4              | 0,2              | 5,7              | 4              | 0              | 3,0            | 28,6           | 33,3           | -              | 0,5            | 0,5            | 0,0            | 0,0            | 1,3            |
| 2023/24                                                                                  | Мемфис  | 51               | 15               | 20,4             | 39,7             | 30,7             | 82,7             | 3,5              | 1,5              | 0,7              | 0,2              | 8,2              | Не участвовал  | Не участвовал  | Не участвовал  | Не участвовал  | Не участвовал  | Не участвовал  | Не участвовал  | Не участвовал  | Не участвовал  | Не участвовал  | Не участвовал  |
| 2024/25                                                                                  | Бруклин | 63               | 45               | 24,5             | 41,2             | 34,1             | 82,1             | 4,6              | 1,3              | 1,0              | 0,4              | 10,0             | Не участвовал  | Не участвовал  | Не участвовал  | Не участвовал  | Не участвовал  | Не участвовал  | Не участвовал  | Не участвовал  | Не участвовал  | Не участвовал  | Не участвовал  |
|                                                                                          | Всего   | 213              | 95               | 21,1             | 42,1             | 31,6             | 81,1             | 3,2              | 1,2              | 0,7              | 0,3              | 8,3              | 14             | 1              | 12,9           | 42,4           | 30,8           | 92,3           | 1,3            | 0,5            | 0,4            | 0,0            | 5,3            |
| Наведите курсор мыши на аббревиатуры в заголовке таблицы, чтобы прочесть их расшифровку. |         |                  |                  |                  |                  |                  |                  |                  |                  |                  |                  |                  |                |                |                |                |                |                |                |                |                |                |                |

### Статистика в Джи-Лиге
| Сезон                                                                                    | Команда      | Регулярный сезон | Регулярный сезон | Регулярный сезон | Регулярный сезон | Регулярный сезон | Регулярный сезон | Регулярный сезон | Регулярный сезон | Регулярный сезон | Регулярный сезон | Регулярный сезон | Серия плей-офф | Серия плей-офф | Серия плей-офф | Серия плей-офф | Серия плей-офф | Серия плей-офф | Серия плей-офф | Серия плей-офф | Серия плей-офф | Серия плей-офф | Серия плей-офф |
| Сезон                                                                                    | Команда      | GP               | GS               | MPG              | FG%              | 3P%              | FT%              | RPG              | APG              | SPG              | BPG              | PPG              | GP             | GS             | MPG            | FG%            | 3P%            | FT%            | RPG            | APG            | SPG            | BPG            | PPG            |
| ---------------------------------------------------------------------------------------- | ------------ | ---------------- | ---------------- | ---------------- | ---------------- | ---------------- | ---------------- | ---------------- | ---------------- | ---------------- | ---------------- | ---------------- | -------------- | -------------- | -------------- | -------------- | -------------- | -------------- | -------------- | -------------- | -------------- | -------------- | -------------- |
| 2022/23                                                                                  | Мемфис Хастл | 7                | 7                | 30,3             | 42,9             | 25,0             | 80,0             | 7,6              | 2,9              | 1,0              | 0,4              | 19,9             | Не участвовал  | Не участвовал  | Не участвовал  | Не участвовал  | Не участвовал  | Не участвовал  | Не участвовал  | Не участвовал  | Не участвовал  | Не участвовал  | Не участвовал  |
|                                                                                          | Всего        | 7                | 7                | 30,3             | 42,9             | 25,0             | 80,0             | 7,6              | 2,9              | 1,0              | 0,4              | 19,9             | Не участвовал  | Не участвовал  | Не участвовал  | Не участвовал  | Не участвовал  | Не участвовал  | Не участвовал  | Не участвовал  | Не участвовал  | Не участвовал  | Не участвовал  |
| Наведите курсор мыши на аббревиатуры в заголовке таблицы, чтобы прочесть их расшифровку. |              |                  |                  |                  |                  |                  |                  |                  |                  |                  |                  |                  |                |                |                |                |                |                |                |                |                |                |                |

### Статистика в NCAA
| Сезон | Команда  | Conf   | Class | GP | GS | MPG  | FG%  | 3P%  | FT%  | RPG | APG | SPG | BPG | PPG  |
| --- | -------- | ------ | ----- | -- | -- | ---- | ---- | ---- | ---- | --- | --- | --- | --- | ---- |
| 2020/21 | Стэнфорд | Pac-12 | FR    | 20 | 14 | 27,9 | 37,4 | 29,1 | 79,6 | 4,6 | 2,2 | 0,9 | 0,6 | 10,7 |
| Всего | Всего    | Всего  | Всего | 20 | 14 | 27,9 | 37,4 | 29,1 | 79,6 | 4,6 | 2,2 | 0,9 | 0,6 | 10,7 |
| Наведите курсор мыши на аббревиатуры в заголовке таблицы, чтобы прочесть их расшифровку Статистика приведена с сайта sports-reference.com |          |        |       |    |    |      |      |      |      |     |     |     |     |      |